# Одного разу під Полтавою (сезон 13)
Тринадцятий сезон серіалу Одного разу під Полтавою, українського сіткому, який створено студією «Квартал-95» для телеканалу ТЕТ. Прем'ера відбулася 16 серпня 2021. Студія «Drive Production» також займається продюсуванням Одного разу під Полтавою. Сезон вміщає 20 епізодів і виходив по 3 вересня 2021.

## Актори і персонажі
| - Ірина Сопонару в ролі Яринки. - Юрій Ткач в ролі Юрчика. - Віктор Гевко в ролі Віті (кума Юрчика і Яринки). - Олександр Теренчук в ролі Сашка (дільничого). - Анна Саліванчук в ролі Віри. - Олександр Данильченко в ролі діда Петра. - Дмитро Голубєв в ролі Боріка. - Олександра Машлятіна в ролі Наталки (поліцейської). | Другорядні персонажі |

## Перелік серій
| Номер взагалі | Номер в сезоні | Назва               | Режисер        | Сценарист(и)                    | Дата показу    |
| --- | -------------- | ------------------- | -------------- | ------------------------------- | -------------- |
| 229 | 1              | «Фітнес-трекер»     | Андрій Бурлака | Дмитро Чивурін                  | 16 серпня 2021 |
| Яринка надумала взятися за чоловікове здоров’я і зовнішній вигляд. Поки Юрчик невтомно хвалив Яринчине вміння куховарити та перевіряв усе практичним шляхом, вона приготувала йому подарунок — фітнес-трекер. Цей диво-пристрій має контролювати фізичну активність Юрчика і в теорії — допомагати схуднути. Звісно, Юрчик був не в захваті від перспективи слідкувати за кількістю пройдених кроків, але дружина пригрозила: якщо не вдягне — залишиться і без смачної їжі, і без усього іншого.    |                |                     |                |                                 |                |
| 230 | 2              | «Повернення Віри»   | Андрій Бурлака | Тарас Стадницький               | 16 серпня 2021 |
| Ранок у кафе почався як завжди, от тільки серед відвідувачів кухар помітив самотню ефектну незнайомку. Яринка вирішила сама перевірити, хто ж ця таємнича гостя, і з подивом побачила в залі Віруню. Вона повернулась у рідне село через непорозуміння на роботі. І за дивовижним збігом обставин, саме того ранку у кафе на чашку кави забіг і дільничний Сашко. Та здається, Вірі знадобиться трохи більше часу, ніж вона планувала, аби знову завоювати його серце.                               |                |                     |                |                                 |                |
| 231 | 3              | «Веселі поминки»    | Андрій Бурлака | Ілля Дерменжі та Сергій Бібілов | 17 серпня 2021 |
| До закладу Яринки завітав чоловік, щоб замовити поминки. У той самий час, до Юрчика приходить чоловік, і на той самий час замовляє день народження. Обидва беруть передплату та відправляють кума у місто по продукти. Тільки наступного ранку, вони розуміють у яку ситуацію потрапили, але подружжя швидко вирішує проблему. |                |                     |                |                                 |                |
| 232 | 4              | «Теща та свекруха»  | Андрій Бурлака | Тарас Стадницький               | 17 серпня 2021 |
| В Юрчика не витримують нерви від свекрухи і тещі у хаті, які постійно сваряться, і він намагається відпочити від них на роботі. В кафе захворів повар, тож Яринка відправляє туди свекруху, аби хоч якось розвести двох жінок. Сашко тим часом навчає нову помічницю Наталку, як вирішувати правопорушення у селі. |                |                     |                |                                 |                |
| 233 | 5              | «Екзотичний фрукт»  | Андрій Бурлака | Віктор Гевко                    | 18 серпня 2021 |
| Яринка попросила кума привезти в кафе екзотичних фруктів. Він швиденько виконав її прохання та привіз з Таїланду дуріан, але виникла одна проблемка – він сильно смердить. І смердить настільки, що з їхнього кафе повтікали всі відвідувачі. Яринка захотіла викинути фрукт, але Юрчик заперечив, бо ж він дорого коштує. Що тепер вони будуть робити з екзотичним фруктом – дивіться. |                |                     |                |                                 |                |
| 234 | 6              | «Зірка Мішлен»      | Андрій Бурлака | Чингіс Мазінов                  | 18 серпня 2021 |
| У кафе до Яринки з Юрчиком завітав француз. При знайомстві виявилося, що він гід Мішлену, але ні Яринка, ні Юрчик про це нічого не знали, тому ніяк не відреагували. Згодом Боря розповів, що таке зірка Мішлену і яку популярність вона може дати їхньому закладу, тому тепер вони готові на все, тільки щоб француз дав їм бажану зірку. Тим часом, Вітя порушив правила дорожнього руху та попав на кругленьку суму, яку аж ніяк не хоче сплачувати, тому шукає різні шляхи, аби уникнути оплати. |                |                     |                |                                 |                |
| 235 | 7              | «Пороблено»         | Андрій Бурлака | Ілля Дерменжі та Сергій Бібілов | 19 серпня 2021 |
| Одного дня Юрчик з Яринкою зайшли зранку до кафе і побачили погром. Перше, що спало їм на думку – їх пограбували. Однак гроші у сейфі не зникли, а Борис увечері закрив кафе на ключ. Юрчик вже почав думати, що це привид... А тим часом до міста повернулася Вєруня. Дівчина посварилася з шефом і тепер налаштована повернути своє колишнє життя у рідних краях. |                |                     |                |                                 |                |
| 236 | 8              | «Інсталяція»        | Андрій Бурлака | Валентин Іванов                 | 19 серпня 2021 |
| Одного дня Юрчик помітив, що його єдина і улюблена свиня Кльопа схудла. Він не знаходив собі місця – так за неї переймався. Тоді дід Петро припустив, що тваринки починають меншати відтоді, як стають самотними. Юрчик увесь час на роботі, а Кльопа весь час на самоті. Але з порадами дід Петро також не забарився – він порадив Юрчику взяти свинку у свій бізнес. Що з цього вийде – дивіться.                                                                                                  |                |                     |                |                                 |                |
| 237 | 9              | «Картярі»           | Андрій Бурлака | Дмитро Чивурін                  | 20 серпня 2021 |
| Іринка послала Юрчика по глечики. Несподівано Юрчик знаходить в одному з них стару колоду гральних карт. Тепер ці карти постійно стають на заваді, коли Яринка просить чоловіка про допомогу. Тим часом у ресторанчик завітав закоханий відвідувач, який б'є посуд, щоб привернути увагу дільничої. |                |                     |                |                                 |                |
| 238 | 10             | «Ключі»             | Андрій Бурлака | Тарас Стадницький               | 20 серпня 2021 |
| 239 | 11             | «Прокрастинація»    | Андрій Бурлака | Дмитро Чивурін                  | 23 серпня 2021 |
| Юрчик та Яринка розуміють, що їм не вистачає вихідних через власний бізнес. Тож, вони вирішують влаштувати собі просто зараз і залишають на хазяйстві Боріка і кума. Але вони ще не здогадуються, що з того вийде… |                |                     |                |                                 |                |
| 240 | 12             | «Конкурент»         | Андрій Бурлака | Чингіс Мазінов                  | 24 серпня 2021 |
| Між Юрчиком та кумом виник конфлікт, бо Вітя не привіз вчасно у кафе продукти і їм нічим було годувати відвідувачів. Юрчик сказав Віті, що якщо він не пришвидшиться, то його звільнять з роботи, на що той сильно образився. В результаті кум відкрив власне мобільне кафе поряд з закладом Яринки і забрав в них всіх відвідувачів. Тепер Юрчику потрібно придумати, як усунути конкурента. |                |                     |                |                                 |                |
| 241 | 13             | «Нью-самогон»       | Андрій Бурлака | Валентин Іванов                 | 25 серпня 2021 |
| Юрчик невдоволений, що до їх закладу приходять відвідувачі з власним алкоголем. Але спробувавши їх самогон, Юрчику настільки сподобалося, що він вирішив купити декілька пляшок для власного кафе. Тим часом у Сашка перше побачення з Наталкою. Юрчик, намагаючись розкріпостити молодих, пропонує їм власний самогон. Чим закінчиться побачення Сашка й Наталки – дивіться. |                |                     |                |                                 |                |
| 242 | 14             | «Захист»            | Андрій Бурлака | Дмитро Голубєв                  | 26 серпня 2021 |
| У кафе прийшла компанія з сусіднього села. Виявилося, що це звичайні хулігани, які не збиралися платити за вечерю, ще й почали чіплятися до Яринки. Якби не здоровило Валера, страшно й уявити, чим усе могло закінчитися. Юрчик пропонує Валері бартер: його безкоштовно годуватимуть, а він охоронятиме заклад від недоброчесних відвідувачів. Але є у Валери один секрет, про який відомо лише кумові Віті...                                                                                     |                |                     |                |                                 |                |
| 243 | 15             | «Що Бог послав»     | Андрій Бурлака | Валентин Іванов                 | 27 серпня 2021 |
| Кум взявся постачати кафе “У Яринки” майже дармовим товаром. То кілька ящиків шпротів привезе, то пару кілограмів карамельок, то пів фургона капусти. І ціну за товар править таку, що Юрчик і Яринка беруть, навіть не думаючи чи воно їм треба. Звідки у кума стільки дармових продуктів та що він хоче за своє “майже даром”? А дід Петро тим часом позивається на Netflix, причина — образа почуттів пенсіонерів.                                                                                |                |                     |                |                                 |                |
| 244 | 16             | «12-й гравець»      | Андрій Бурлака | Чингіс Мазінов                  | 30 серпня 2021 |
| Поки в країні футбол, кафе Яринки і Юрчика переживає свої найкращі часи. За один вечір вони отримують виручку, як за весь тиждень. Дід Петро теж збагачується, він проводить грошові ставки на матчі. Шкода, що такий ажіотаж тримається на полтавській збірній. Якщо "Галушка" програє і не потрапить у фінал, усе буде, як раніше. А Юрчик до цього не готовий, він має цілком реальний план, як провести "Галушку" до наступного матчу...                                                         |                |                     |                |                                 |                |
| 245 | 17             | «Чутки»             | Андрій Бурлака | Дмитро Чивурін                  | 31 серпня 2021 |
| Юрчик раптово побачив у поліцейському відділку, як Сашко робить Наталці пропозицію. Яринка дізналася, що у кафе хтось під’їдає продукти, але не може встановити хто це, тож вона просить діда Петра встановити камеру спостереження. |                |                     |                |                                 |                |
| 246 | 18             | «Алергія»           | Андрій Бурлака | Дмитро Чивурін                  | 1 вересня 2021 |
| Юрчик збирається погодувати Кльопу та помічає, що тварина сильно чухається. Вони швидко збираються до ветеринара, де дізнаються, що в неї алергія. Сашко просить Яринку влаштувати обід для керівництва, але Сашкові потрібно обрати страви, і він не може визначитися з вибором. |                |                     |                |                                 |                |
| 247 | 19             | «Толерантні тренди» | Андрій Бурлака | Віктор Гевко                    | 2 вересня 2021 |
| Юрчик та Яринка планують зробити кафе доступним для європейців, тож попросили допомоги у діда Петра, щоб розібратись у трендах. Наталка ж збирається у відрядження, і Сашко залишається один на службі, але раптово застряє у ігровій залежності. |                |                     |                |                                 |                |
| 248 | 20             | «Бізнес-коуч»       | Андрій Бурлака | Тарас Стадницький               | 3 вересня 2021 |
| Яринка найняла бізнес-коуча, тренера особистого росту, щоб він трохи поганяв їх з Юрчиком і допоміг їм у розвитку бізнеса. Юрчику це не сподобалось, але, коли він побачив, хто буде його навчати - він кардинально змінив свою думку. Коучем виявилася красива жінка, котру звуть Оксана. Спочатку все йшло добре, робота з Оксаною здавалася корисною і Яринці, і Юрчику, але чим більше порад вона їм давала, тим менше їм все це подобалось.                                                     |                |                     |                |                                 |                |